# Kozi wrych
Kozi wrych (bułg. Кози връх) – szczyt pasma górskiego Riła, w Bułgarii, o wysokości 2587 m n.p.m.